# Municipio de Deerfield (condado de Cass)
El municipio de Deerfield (en inglés: Deerfield Township) es un municipio ubicado en el condado de Cass en el estado estadounidense de Minnesota. En el año 2010 tenía una población de 118 habitantes y una densidad poblacional de 1,27 personas por km².

## Geografía
El municipio de Deerfield se encuentra ubicado en las coordenadas 46°50′54″N 94°35′22″O / 46.84833, -94.58944. Según la Oficina del Censo de los Estados Unidos, el municipio tiene una superficie total de 93 km², de la cual 84,9 km² corresponden a tierra firme y (8,72 %) 8,11 km² es agua.

## Demografía
Según el censo de 2010, había 118 personas residiendo en el municipio de Deerfield. La densidad de población era de 1,27 hab./km². De los 118 habitantes, el municipio de Deerfield estaba compuesto por el 95,76 % blancos y el 4,24 % eran de una mezcla de razas. Del total de la población el 0 % eran hispanos o latinos de cualquier raza.